# النعمة المذهلة (فلم)
النعمة المذهلة (بالإنجليزية: The Amazing Grace)، هُو فيلم دراما تاريخية نيجيري بريطاني صدر سنة 2006، وقد أخرجه جوتا أماتا. الفيلم من بطولة كُل من دجوك سيلفا ونيك موران وسكوت كليفردون. حاز الفيلم على 11 ترشيحا وفاز بجائزة أفضل تصوير سينمائي خلال حفل توزيع جوائز الأكاديمية الأفريقية للأفلام لسنة 2007.

## وصلات خارجية
- مقالات تستعمل روابط فنية بلا صلة مع ويكي بيانات